# GAZ-3308
Pour les articles homonymes, voir Sadko.
Le GAZ Sadko/GAZ-3308 est un modèle de camion russe successeur du GAZ-66, produit par Gorky Automobile Plant depuis 1997. Il est nommé selon Sadko, un protagoniste de byline russe.

## Historique
Le GAZ-3308 est la version à traction intégrale du GAZ-3307 et a remplacé le GAZ-66, qui était en production depuis plus de 30 ans. De là, il a repris des pièces, en particulier dans le châssis, qui ont été utilisées et inchangées pendant près de 50 ans.
En 2020, l'usine automobile de Gorky avait retiré la production du GAZ-3308, la décision a été prise dans le cadre de l'achèvement complet du nouveau modèle GAZon NEXT.

## Opérateurs
- Russia - GAZ-3308 a été adopté par les forces armées russes[3]

## Galerie d'images

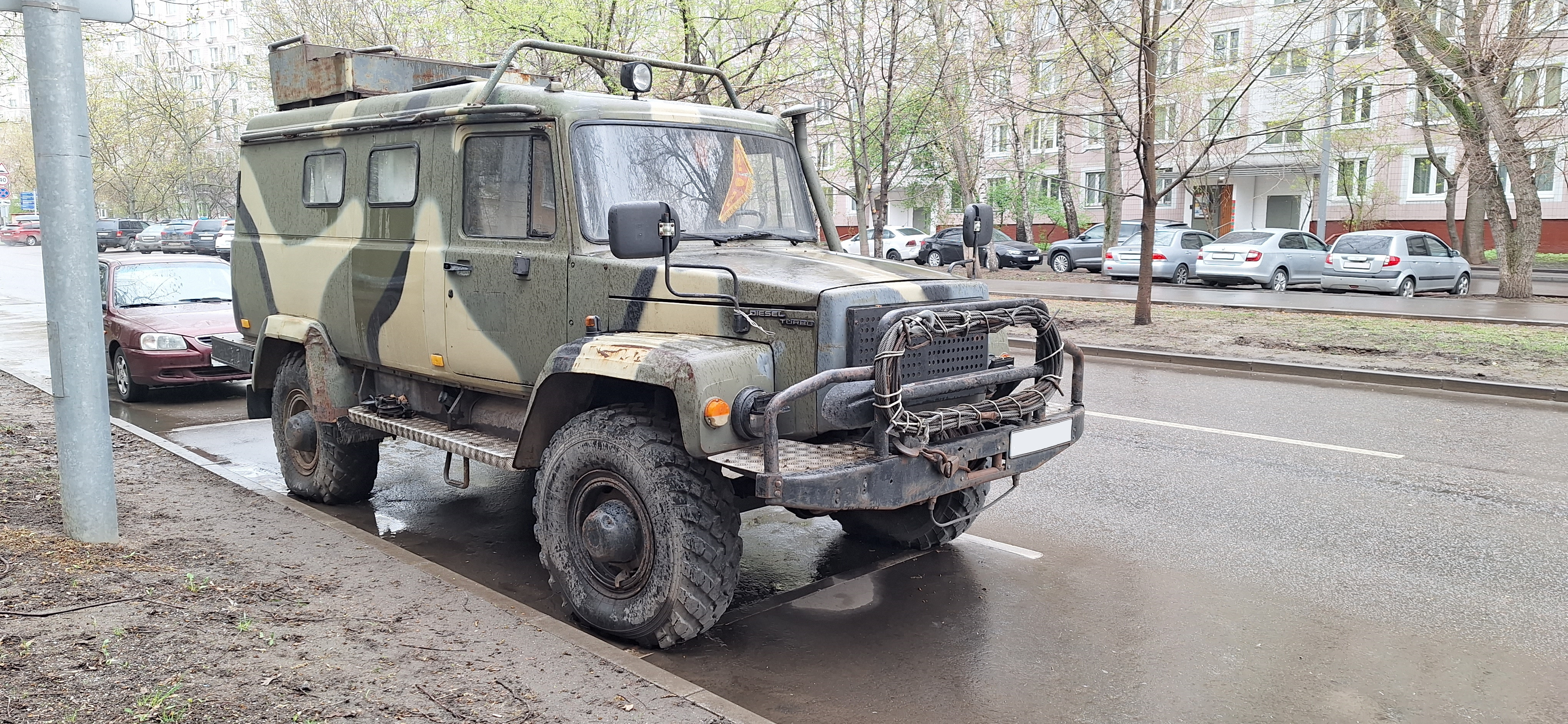
Véhicule tout-terrain bus
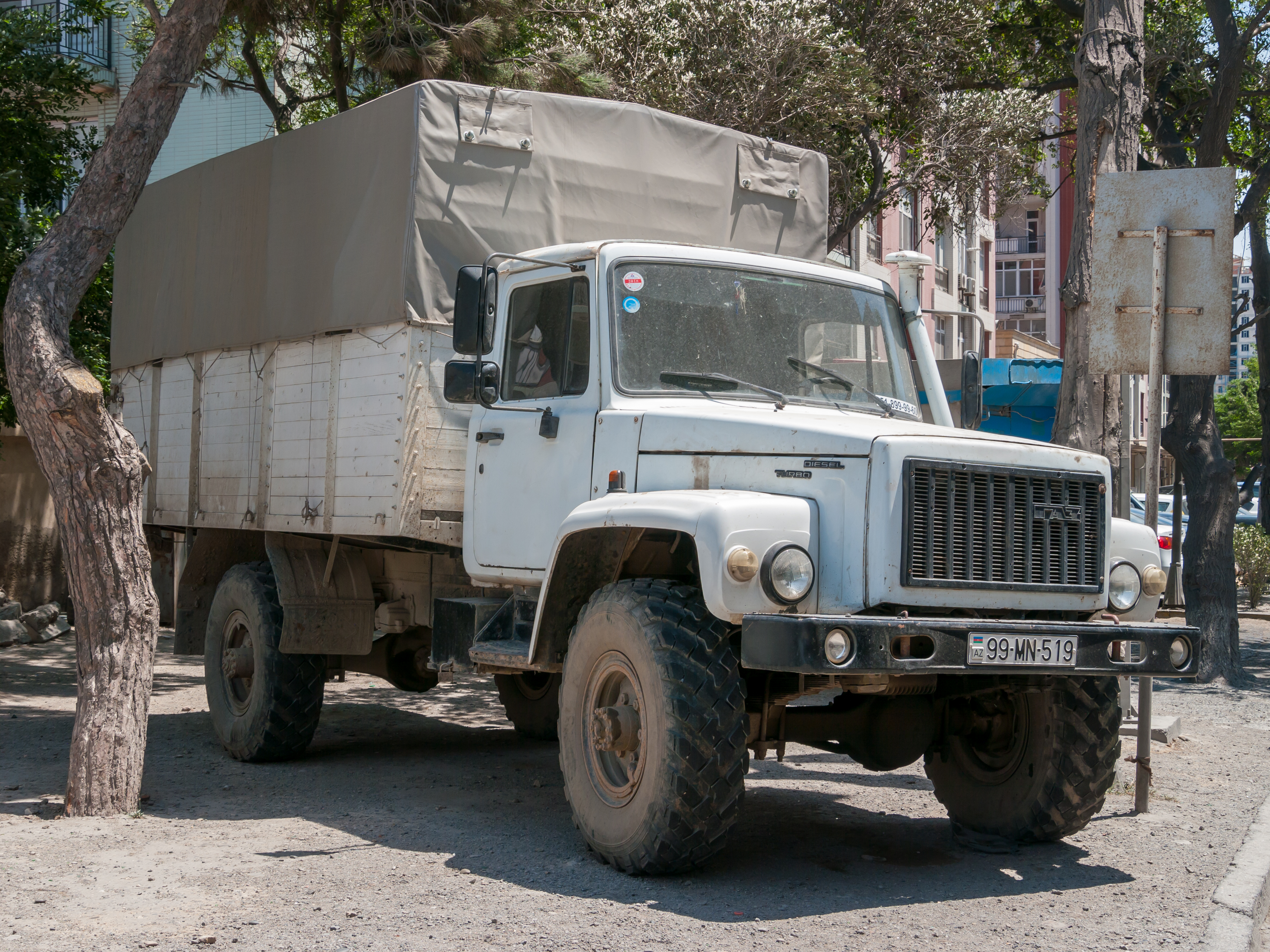
GAZ Sadko à Bakou
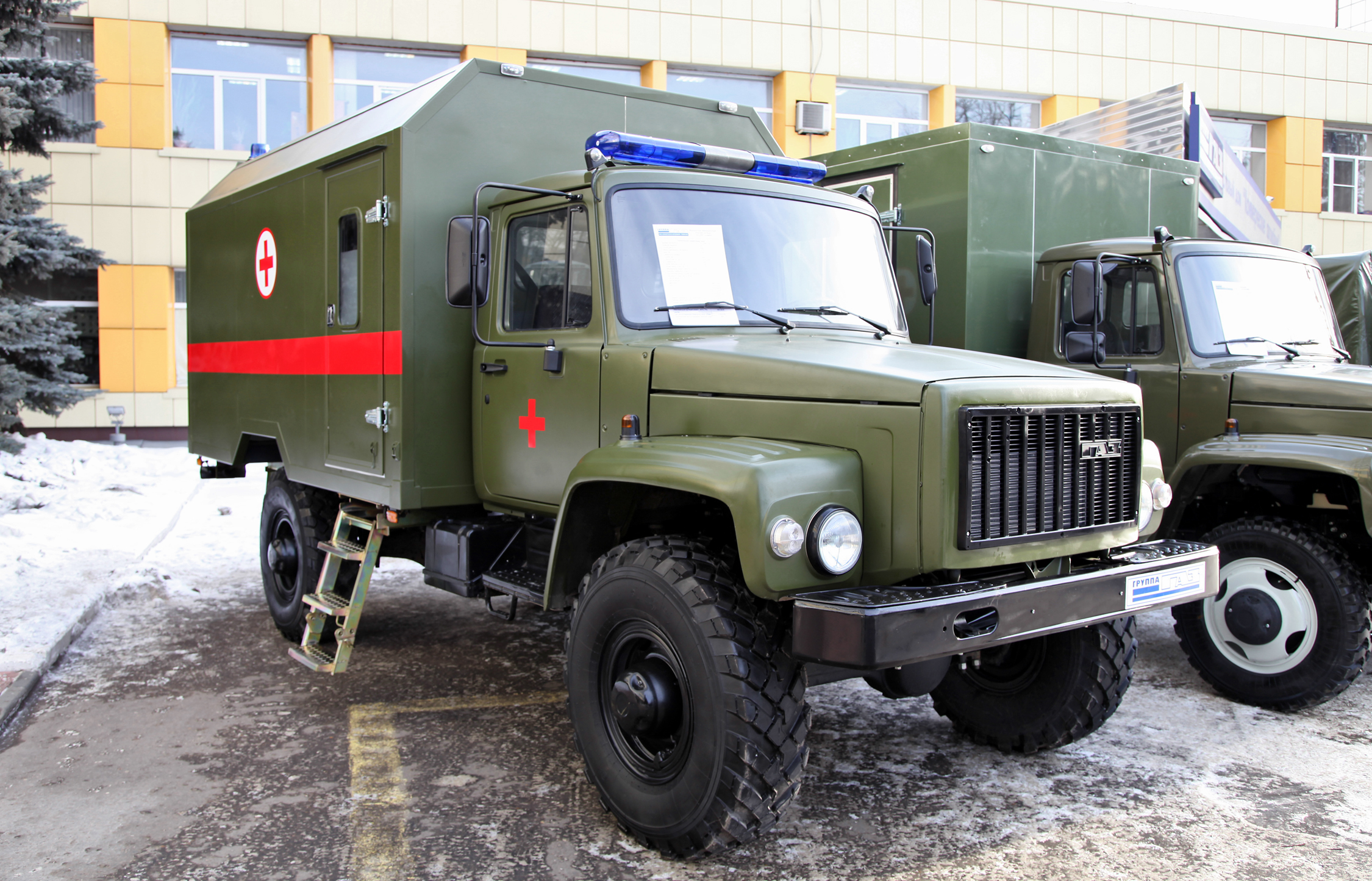
Ambulance
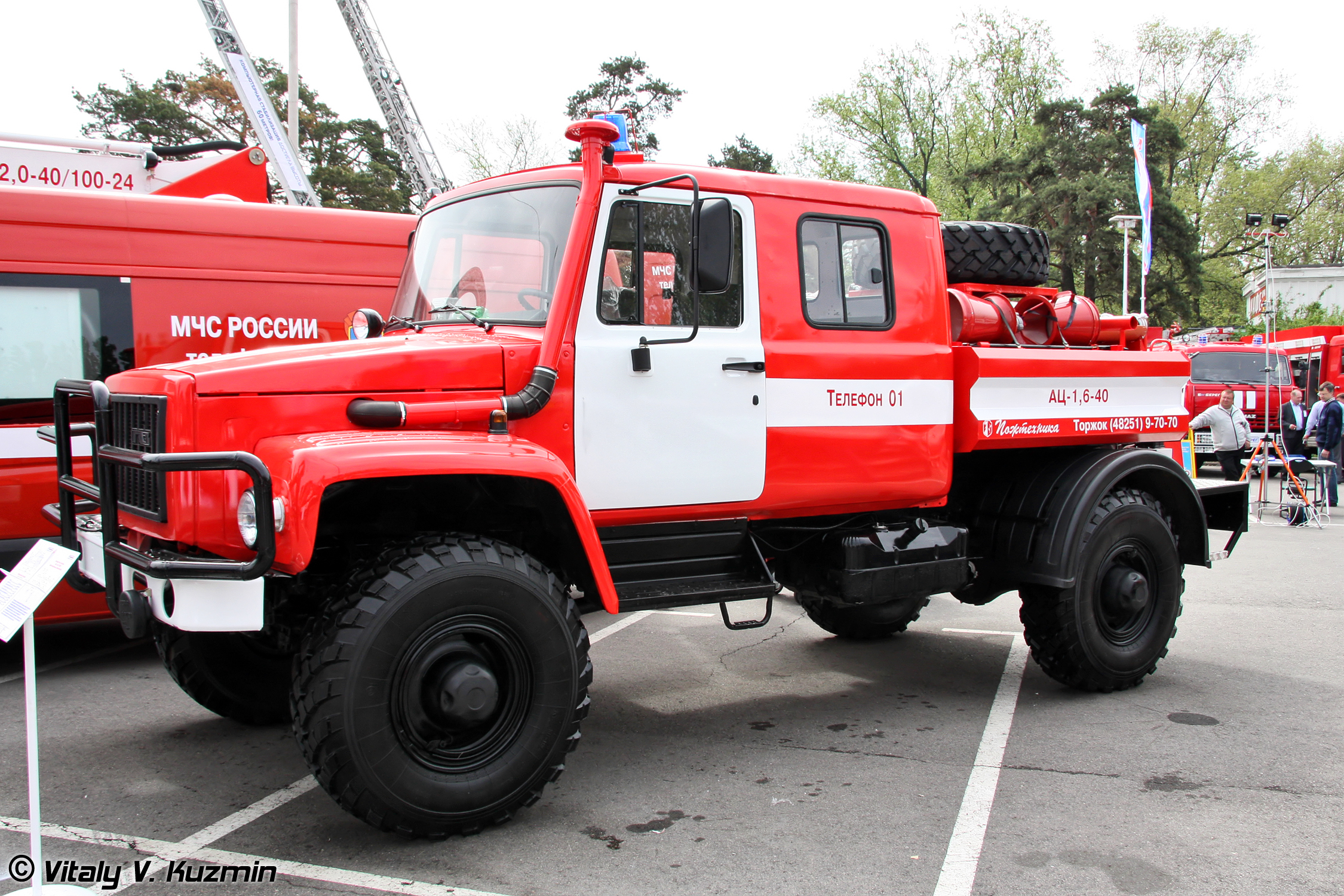
Véhicule du service du feu
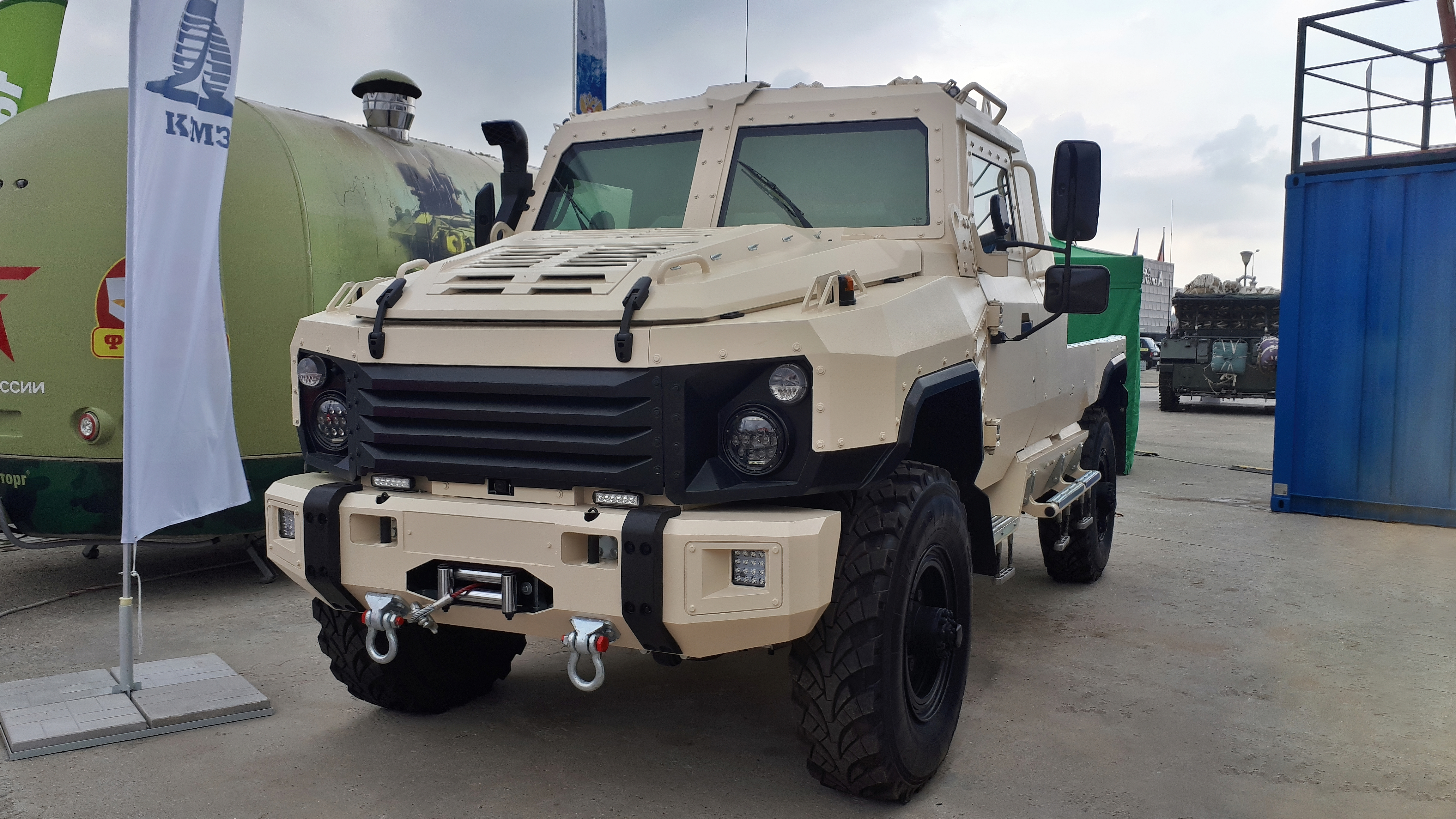
Voiture blindée modulaire "Buran" sur le châssis GAZ-3308 de l'exposition "Armée-2021 (ru)"